# 蘆名盛興
蘆名 盛興（あしな もりおき）は、戦国時代の陸奥国の戦国大名。蘆名氏第17代当主。

## 生涯
天文16年（1547年）、第16代当主・蘆名盛氏の嫡男として誕生。生年については異説もあるが、概ね1547年生で正しいとされる。母親は盛氏の正室である伊達稙宗の娘。結婚後10年目にしてようやく授かった世継ぎであった。
父と同様に智勇に優れ、永禄4年（1561年）、家督を譲られて蘆名氏の勢力拡大に奔走した。ただし、この一連の家督相続については、働き盛りの盛氏がまだ15歳の盛興に家督を譲り隠居するなど考え難いと疑問を呈されている。また、この時期の蘆名氏は内憂外患を抱え、盛氏もこの後も蘆名家代表として精力的に活動していることから、隠居は形式だけの口実であったとも考えられる。
永禄9年（1566年）、父・盛氏が伊達輝宗に、輝宗の妹・彦姫（伊達晴宗四女）を盛興の妻に迎え入れたいという起請文を提出し、これを受理されて盛興は彦姫を妻として迎えた。なお、この縁談は永禄元年（1558年）にも持ち上がるが、成立には至らなかった。盛興がまだ若年すぎた、などの理由があったと考えられる。
天正2年（1574年）、病死。「会津四家合考」「富田家年譜」によれば死因は酒毒とされている。『会津旧事雑考』によれば、父・盛氏は1562年と1571年、2回に渡り領内における造酒を禁止したことから、盛氏は盛興の酒豪癖を懸念していたのではないかという推測がある。ただし、一度目の造酒禁止をした頃は、盛興は16歳でありそこまで酒乱癖があったかは疑問が呈されており、一方で死因を酒毒とした場合、盛興の病気はかなり長期に渡っていたとも推測される。また、盛興の妻は伊達輝宗へ手紙を送っていたことがあるが、盛興が酒毒を長年患っていた場合、彼女は盛興の代理として輝宗と手紙のやりとりをしていたと考えられる。
盛興には世継ぎはなく、父・盛氏は二階堂氏から蘆名盛隆を養子に迎え、家督を継がせた。なお、正室との間には女子が一人生まれていた。彼女は「れんみつ」と呼ばれていた。